# منطقة بالاسور
بالاسور رمزها «BW» (بالإنجليزية: Balasore)‏ ، هو تقسيم إداري لدولة الهند تتبع ولاية أوريسا (بالإنجليزية: Orissa)‏ ، مركزها هو مدينة بالاسور (بالإنجليزية: Balasore)‏ عدد سكانها حسب تعداد سنة 2001 هو 2,023,056 ، مساحتها 3,706 كم² وكثافة السكان 546 لكل كم² .

## أعلام
- عاصم باسو